# Gobierno de Rómulo Gallegos
El gobierno de Rómulo Gallegos (1948) fue el segundo y último gobierno del Trienio Adeco, y el primer gobierno adeco electo de la historia, sucediendo a la Junta Revolucionaria de Gobierno  presidida por Rómulo Betancourt. Gallegos fue el primer presidente en llegar al cargo por sufragio universal, directo y secreto en la historia del país, en 1947.
A nivel legislativo, Gallegos gobernó con mayoría absoluta, con su partido Acción Democrática (AD). Su política energética se caracterizó por su Ley Fifty-fifty, donde las empresas extranjeras petroleras y el Estado venezolano se repartirían a la mitad las ganancias. Para la política agraria el gobierno aprobó la Ley de Reforma Agraria.
La política exterior de Gallegos incluyó el acercamiento a la Unión Panamericana, con Gallegos liderando su transformación en la Organización de los Estados Americanos (OEA).
El gobierno estuvo marcado por las disputas entre los presidentes Gallegos y Betancourt, conocidas como «el pleito entre los dos Rómulos», así como con el resto de los sectores políticos, los terratenientes, los empresarios y la Iglesia católica. A pesar de estar pautado para durar seis años, el gobierno duró poco más de nueve meses, siendo el presidente Gallegos detenido y derrocado el mismo año de su asunción por su propio ministro de Defensa, Carlos Delgado Chalbaud, en un golpe de Estado que inició diez años de dictadura militar, viéndose forzado al destierro, escogiendo Cuba.
Tras la constitución de 1961, Rómulo Gallegos y los demás expresidentes fueron nombrados senadores vitalicios, cargo que Gallegos ejerció hasta su muerte.

## Contexto histórico

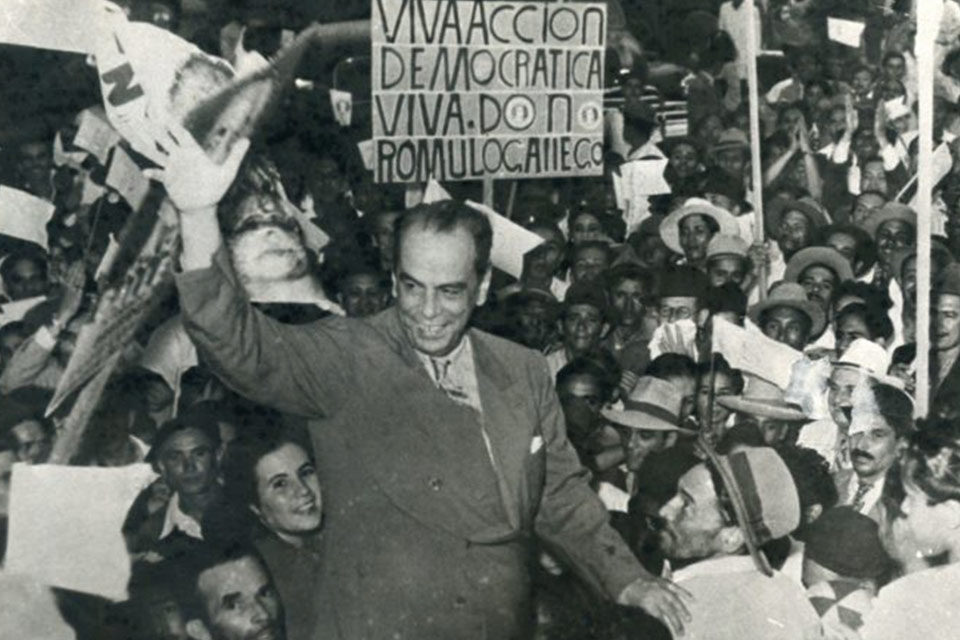
Campaña presidencial de Rómulo Gallegos en 1947.

En 1947 se realizaron las primeras elecciones presidenciales secretas y directas desde 1897, y las primeras bajo sufragio universal, donde resultó electo presidente el escritor Rómulo Gallegos, por Acción Democrática (AD) con 871.752 votos, compitiendo contra Rafael Caldera (Copei) y Gustavo Machado (Partido Comunista).
Fue un período de alta tensión política, con bombardeos a la sede de Acción Democrática en Caracas el 18 de mayo de 1948. Rafael Caldera, líder de Copei, sufrió un ataque de seis bombas lacrimógenas contra su automóvil a la salida del Congreso el 20 de mayo de 1948.

## Gabinete
| Gabinete ministerial        | Gabinete ministerial         |
| --------------------------- | ---------------------------- |
| Ministerio                  | Nombre                       |
| Relaciones Interiores       | Eligio Anzola Anzola         |
| Relaciones Exteriores       | Andrés Eloy Blanco           |
| Hacienda                    | Manuel Pérez Guerrero        |
| Defensa                     | Carlos Delgado Chalbaud      |
| Fomento                     | Juan Pablo Pérez Alfonzo     |
| Obras Públicas              | Edgar Pardo Stolk            |
| Educación                   | Luis Beltrán Prieto Figueroa |
| Trabajo                     | Raúl Leoni                   |
| Comunicaciones              | Leonardo Ruiz Pineda         |
| Agricultura & Cría          | Ricardo Montilla             |
| Sanidad & Asistencia Social | Edmundo Fernández Marquis    |
| Despacho                    | Gonzalo Barrios              |

## Política nacional

Composición del Senado tras las elecciones de 1947ː en gris el partido oficialista Acción Democrática.

Composición de la Cámara de Diputados.

### Política legislativa
Tras las elecciones de 1947, AD obtuvo la mayoría de los escaños en el Congreso, garantizándose una mayoría absoluta.

### Política agraria
En octubre de 1948 se aprobó la Ley de Reforma Agraria.

### Política energética
El 12 de noviembre se aprobó la Ley Fifty-fifty, dirigida a empresas petroleras trasnacionales,  donde las empresas extranjeras y el Estado venezolano se repartirían a la mitad las ganancias.

### Política laboral
Durante el gobierno de Rómulo Gallegos se fortaleció la Confederación de Trabajadores de Venezuela.

## Política exterior

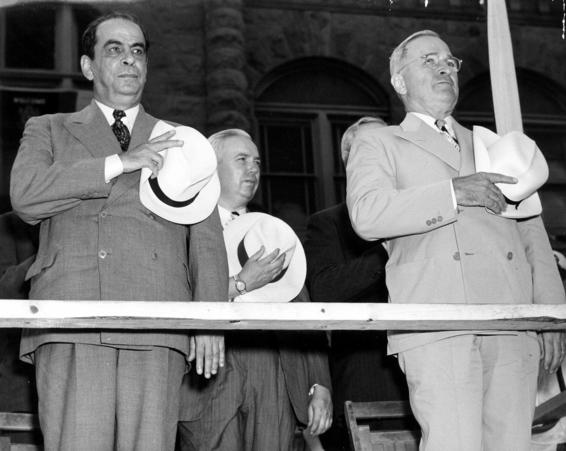
Rómulo Gallegos y el presidente estadounidense Harry Truman en 1948.

Se estrecharon relaciones con la Unión Panamericana, liderando Gallegos la delegación para transformar el organismo en la Organización de los Estados Americanos (OEA). El presidente Gallegos visitó los Estados Unidos en julio de 1948, reuniéndose con Franklin D. Roosevelt.

## Golpe de Estado

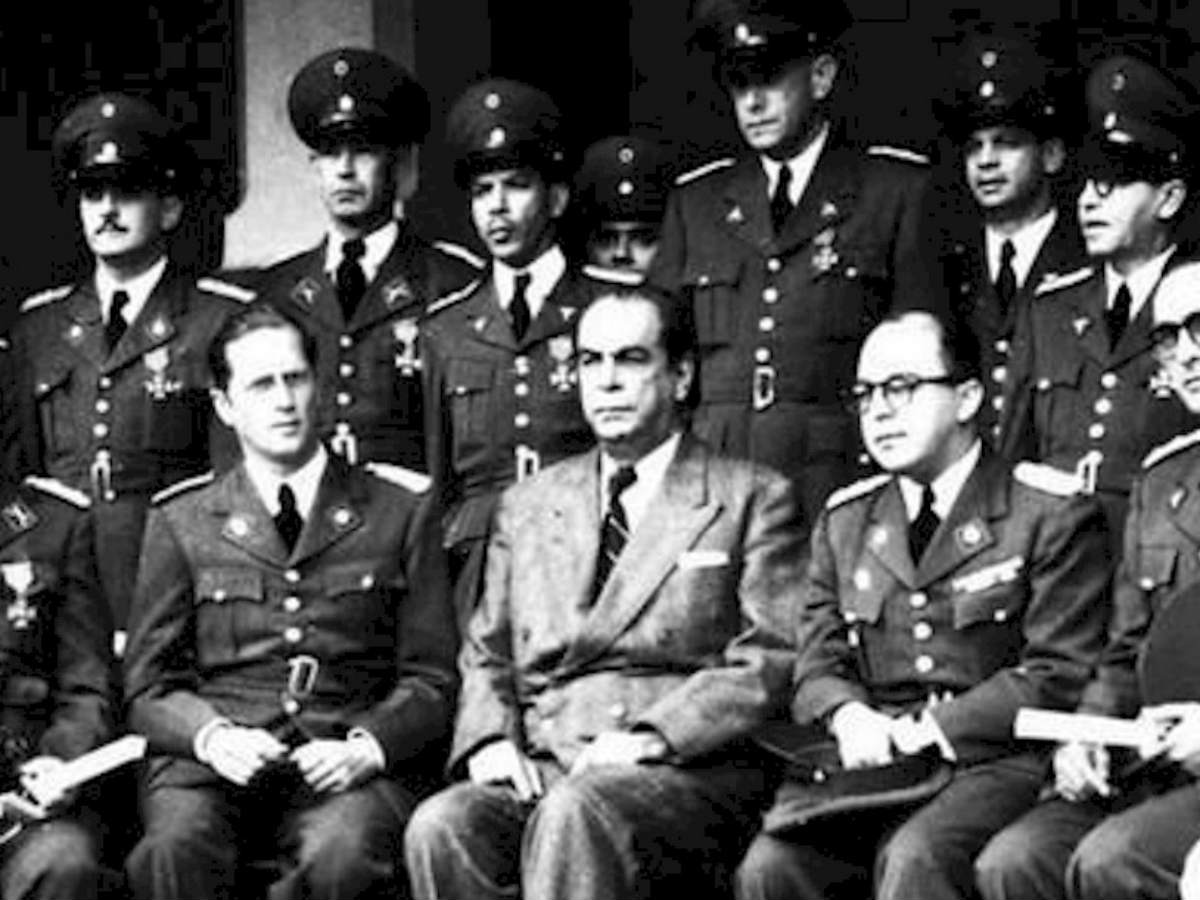
De izquierda a derecha: Carlos Delgado Chalbaud, Rómulo Gallegos y Marcos Pérez Jiménez.

La cúpula castrense y los dirigentes políticos de AD no lograron repartirse el poder de una forma que zanjara las disputas internas; Gallegos tuvo disputas internas con Rómulo Betancourt («el pleito entre los dos Rómulos») y por otro lado, lidió con la oposición de la Iglesia católica y el resto de los sectores políticos: Copei, URD, el lopecismo y el medinismo, así como los empresarios y propietarios de pequeñas y grandes extensiones de tierra.
El 24 de noviembre de 1948 los militares, liderados por Marcos Pérez Jiménez, tomaron el Palacio de Miraflores en confabulación con el ministro de Defensa Carlos Delgado Chalbaud, y Rómulo Gallegos renunció, siendo detenido y desterrado poco después. El presidente escribió un comunicado, que no pudo ser publicado ni compartido en la radio:

En mi residencia particular acabo de recibir la noticia de que ha sido ocupado el Palacio Presidencial de Miraflores por fuerzas militares comandadas por el teniente coronel Marcos Pérez Jiménez, donde se ha practicado la detención de varios ministros del despacho y sé que, llevando a cabo el atropello de las instituciones a que se han decidido las fuerzas armadas, vienen ya a apoderarse de mi persona. Culmina así un proceso de insurrección de las fuerzas de la guarnición de Caracas y del alto mando militar, iniciado hace diez días con un intento de ejercer presión sobre mi ánimo para imponerme líneas de conducta política, cosa que solo puede hacer el pueblo de Venezuela, cuya voluntad represento y cuya confianza poseo. A tales pretensiones me he opuesto enérgicamente en la defensa de la dignidad del poder civil, contra la cual acaba de asestarse, una vez más, un golpe de fuerza dirigido al establecimiento de una dictadura militar. ¡Pueblo de Venezuela!: Yo he cumplido mi deber, cumple tú ahora el tuyo no dejándote arrebatar el derecho que legítimamente habías conquistado de darte tu propio gobierno por acto cívico de soberanía popular.
Rómulo Gallegos

## Oposición
Los partidos Copei, Unión Republicana Democrática (URD) y el Partido Comunista (PCV) fueron la principal oposición política del gobierno durante ese tiempo, así como el exministro Arturo Uslar Pietri.